# Betta smaragdina
Betta smaragdina è un pesce d'acqua dolce appartenente alla famiglia Osphronemidae.

## Distribuzione e habitat
Questa specie è diffusa nei bacini dei fiumi Chao Phraya e Mekong.

## Descrizione

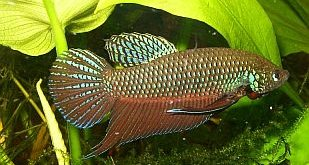
Un maschio

Betta smaragdina è assai simile alla forma selvatica di Betta splendens: corpo cilindrico, poco compresso ai fianchi, con bocca piccola rivolta verso l'alto. Il dorso è leggermente arcuato mentre il ventre è orizzontale. La pinna dorsale è arretrata, verso la coda, la pinna caudale è arrotondata e ampia, le pinne ventrali sono strette e allungate mentre l'anale è alta e lunga. La livrea presenta un corpo bruno rossastro, più o meno chiaro. Le scaglie dei fianchi sono orlate di verde azzurro dai riflessi argentei. La pinna dorsale è tendente al verde azzurro con riflessi rossastri, così come la caudale e le ventrali, mentre la pinna anale tende più al rosso bruno con riflessi verdastri metallici. Il dimorfismo sessuale è evidente: il maschio ha le pinne più grandi e ampie e colorazione più vivace. La femmina presenta due linee orizzontali brune più o meno visibili lungo i fianchi.

Raggiunge una lunghezza di 7 cm.

## Riproduzione
Come nelle altre specie del genere Betta, il maschio costruisce un nido di bolle dove inserisce le uova non appena deposte e fecondate.

## Acquariofilia
Ancora non diffuso nei negozi di acquariofilia di tutto il mondo, questa specie si adatta bene all'allevamento in acquario ed è allevata solo da sporadici appassionati.